# Молодотурки

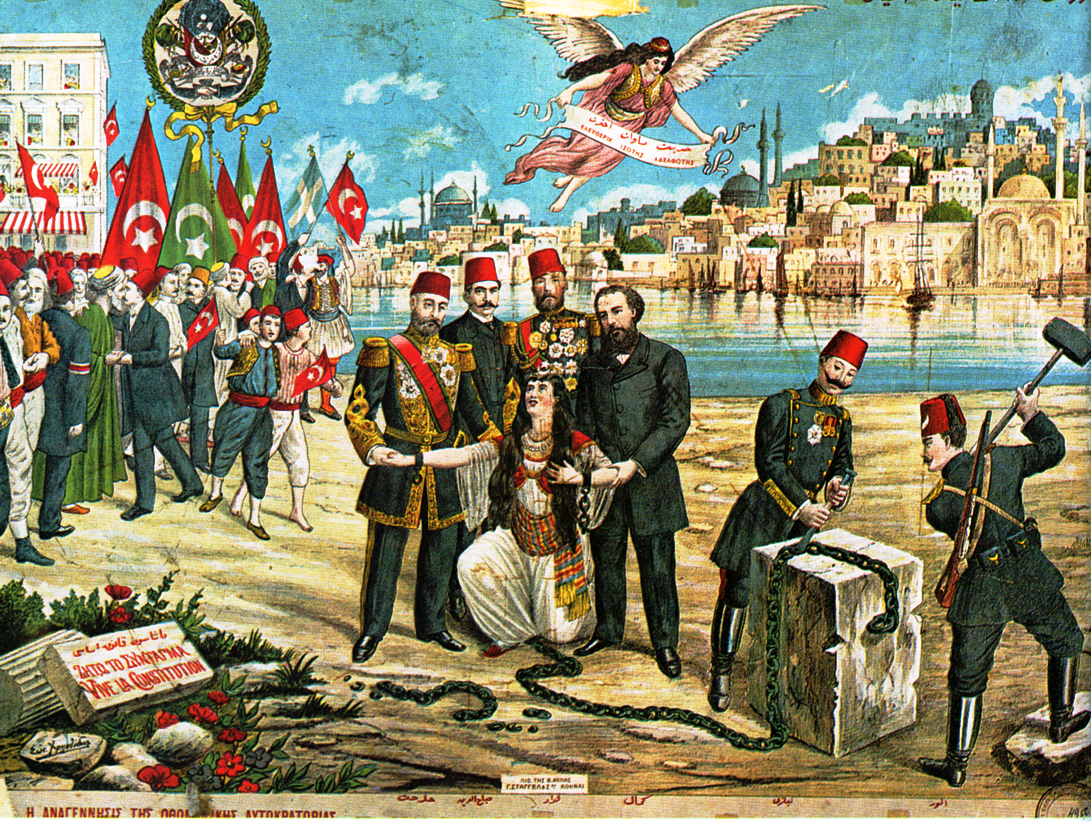
Святкування Молодотурецької революції, на картині зображено її провідників, Мідхат-пашу, Принца Сабагаддіна, Фуад-пашу і Намика Кемаля, військових лідерів Ніязі Бея і Енвер-пашу, і лозунг: Свобода, рівність, братерство («hürriyet, müsavat, uhuvvet»)

Молодоту́рки — політичний рух в Османській імперії, який мав за мету систематичну політичну, військову та економічну модернізацію країни, що перебувала на той час у стані деградації й розпаду. Рух виник 1876 року, спочатку нелегально, а 1889 року легалізувався із заснуванням партії «Іттігат ве Тераккі» («Єднання і прогрес» — тур. İttihat ve Terakki Cemiyeti).

## Причини появи

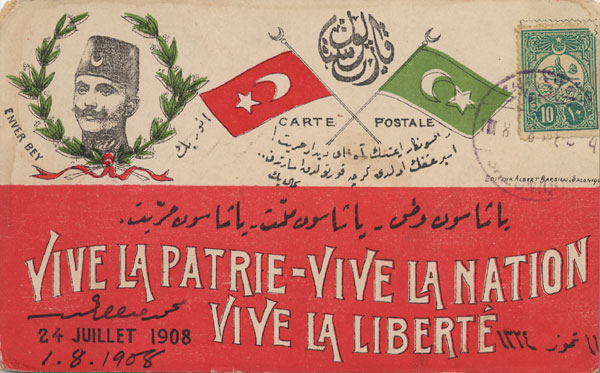
Листівка Молодотурків з гаслом «Нехай живе батьківщина, нехай живе нація, нехай живе свобода» французькою та османськими мовами

З 1870-х Османська імперія поступово перетворюється на напівколонію, рівень життя населення падає, але наростання гострих міжімперіалістичних розбіжностей на Балканах та Близькому Сході завадило остаточному розділу османських земель. Економіка Османської імперії розвивалася однобоко. Росли іноземні концесійні підприємства, відкривалися філії закордонних банків. Іноземці інвестували в видобувну промисловість і в галузі обробної промисловості, що займались переробкою експортних культур. За рівнем промислового розвитку Османська імперія перебувала на останньому місці в Європі і на одному з останніх місць в Азії. Кількість робочих, зайнятих в промисловості і на транспорті, не перевищувало 40-50 тис. осіб.
У зв'язку з національно-визвольними повстаннями 1870-х в Боснії і Герцеговині, Болгарії і фінансовим банкрутством Османської імперії, побоюючись нового втручання держав, державний діяч Османської імперії Мідхат-паша долучився до «нових османів» і разом з деякими іншими членами уряду організував державний переворот, це сталось 30 травня 1876. В результаті цього правління султану Абдул-Азіза, що керував у 1861—1876, було повалено, а фактична влада перейшла до Мідхат-паші і «нових османів», що співпрацювали з ним. Султан Абдул-Гамід II (правив в 1876—1909 роках) затвердив розроблений Мідхат-пашею і Намиком Кемалем проект конституції, а 23 грудня 1876 «конституцію Мідхата» було урочисто оприлюднено.
Однак уже на початку 1877 султан змістив Мідхат-пашу з посади великого візира і піддав репресіям більшість «нових османів», а в лютому 1878 розпустив обраний згідно з конституцією парламент і встановив самодержавний деспотичний режим («зулюм»).
Після російсько-турецької війни 1877—1878 османське панування на Балканах фактично закінчилось. Берлінський конгрес 1878 року визнав незалежність більшості балканських народів.
У 1881 Третя французька республіка захопила Османський Туніс, в 1882 Сполучене Королівство окупувало Єгипетський хедиват, який в 1914 оголошено британським протекторатом.
У 1881 іноземні кредитори змусили султана дати згоду на заснування ними Управління Османського державного боргу, у відання якого перейшли найістотніші доходи Османської імперії й контроль над її фінансами. Іноземний вплив проник також до армії, жандармерії, флоту, митного та інших відомств Османської імперії.
Прагнучи утримати підвладні народи в покорі, Абдул-Хамід II жорстоко переслідував найменші прояви вільнодумства, розпалював національну та релігійну ворожнечу, провокував зіткнення між мусульманами та християнами.
У 1890-х, за указом Абдул-Гаміда II, в Самсуні та інших Округах Малої Азії, а також в Стамбулі, були організовані жорстокі вірменські погроми, під час яких загинуло кілька сот тисяч вірменів. Однак «зулюм» не міг зупинити зростання революційних сил в країні.

## Діяльність
В 1889 році у Стамбулі студенти військово-медичного училища — не лише турки, а й албанці та черкеси, створили таємний комітет, який отримав назву «Єднання і прогрес». Через два роки у Парижі виник закордонний центр організації, який почав видавати власну газету.
Учасників руху називали іттіхадистами (від турецького «іттіхад» — «єднання»). В Європі використовували іншу назву — «молоді турки», хоча в самій імперії слово «турок» мало швидше зневажливий відтінок, а самі іттихадісти сповідували ідеї османізму, тобто виступали за неподільність імперії та рівні права усіх підданих султана. Головними вимогами опозиціонерів були відновлення конституції 1876 року та скликання парламенту.
Ядро руху становила турецька інтелігенція з середовища офіцерства та учнівської молоді, а більшість ватажків походили з родин поміщиків, офіцерів та чиновників.
Певний час іттіхадисти діяли підпільно — пропагували свої ідеї, поширювали часописи і книжки, друковані ними в Парижі або ж Каїрі, недосяжному для османської цензури та поліції, викривали злочини режиму «зулюма» в європейський пресі. Коли організація наважилася на протест в самому Стамбулі — уряд відповів арештами, ув'язненнями та стратами.
За кілька років вцілілі «молоді турки» зібралися на свій з'їзд у Парижі. З'ясувалося, що представники різних течій у русі по-різному розуміють засоби досягнення спільної мети. Праві вважали, що зміни мають бути обережними і виправдовували придушення урядом національно-визвольних рухів заради зміцнення імперії. Ліберали на чолі з небожем самого султана Сабахом ед-Діном — прагнули рішучих реформ, погоджувалися надати нетурецьким народам самоврядування, а Абдул-Гаміда II сподівалися усунути з військовою допомогою західних держав. Паризька група «молодих турків» категорично заперечувала проти іноземного втручання в османські справи.
Із власною програмою невдовзі виступив іттіхадист татарського походження Юсуф Акчура — він закликав відмовитися від намагання зберегти імперію та будувати власне турецьку національну державу. Саме навколо такої держави, переконував Акчура, могли б згуртуватися й інші тюркські народи — такі ідеї згодом отримали назву пантюркізму.
Внаслідок збройного перевороту 23 липня 1908 року була проголошена конституція, організація здобула владу і була офіційно перетворена на партію.
На початку 1913 року всю владу в партії і в країні захопив «тріумвірат» — Енвер-паша, Талаат-паша та Джемаль-паша. Вони ж згодом стали головними ініціаторами та організаторами геноциду вірменів.
Після поразки Туреччини у Першій світовій війні, 19 жовтня 1918 року відбувся останній з'їзд партії, на якому було офіційно заявлено про її саморозпуск та створення нової партії — «Теджаддуд» («Відродження»).
Після вступу військ союзників до Стамбула лідери іттіхадистів втекли за кордон.
У 1919-1920 роках у Стамбулі відбувся судовий процес над керівниками партії. Суд заочно засудив головних військових злочинців та організаторів геноциду вірменів до смертної кари, але більшість із них уникла покарання.
У 1926 році було розкрито змову проти Ататюрка, в якій брали участь колишні лідери «Єднання і прогрес». Четверо з них (Назим, Джавід, Абдул-Кадир, Кара Кемаль) були засуджені анкарським «судом незалежності» до страти, а партія «Єднання в прогрес» засуджена як реакційна та антинаціональна організація.

## Геноцид проти християнських народів
Колишній посол Сполучених Штатів в Османській імперії в 1914—1916 роках Генрі Моргентау на Версальської конференції 1919 року засвідчив, що з 2,5 млн вірмен в імперії за кілька місяців було вбито або загинуло від нестерпних умов близько половини. Решта — позбулися батьківщини і майна, стали жебраками біженцями. Та ж доля тоді спіткала в Османській імперії інші християнські народи — ассирійців, які говорили різними діалектами стародавньої арамейської мови, а також греків. За підрахунками пана Моргентау, сумарно число загиблих перевищує два мільйони людей з трьох цих народів.
Кемалістською владою під проводом Ататюрка було також здійснено геноцид проти грецького та вірменського населення Понтійської області.

## Виноски
1. ↑  Bulletin of the School of Oriental and African Studies Vol. 68 Issue 01. journals.cambridge.org. Архів оригіналу за 3 березня 2016. Процитовано 26 липня 2016.
2. ↑  Kinzer, Stephen (2001). Crescent and Star: Turkey Between Two Worlds (англійська) . ISBN 0-374-52866-7.
3. ↑  Мустафін О. Справжня історія пізнього нового часу. Х., 2017, с.395-397
4. ↑  Ternon, Yves (2002). Empire ottoman : Le déclin, la chute, l'effacement (французька) . ISBN 2-86645-601-7.